# トリスタン・ヴァス・テイシェイラ

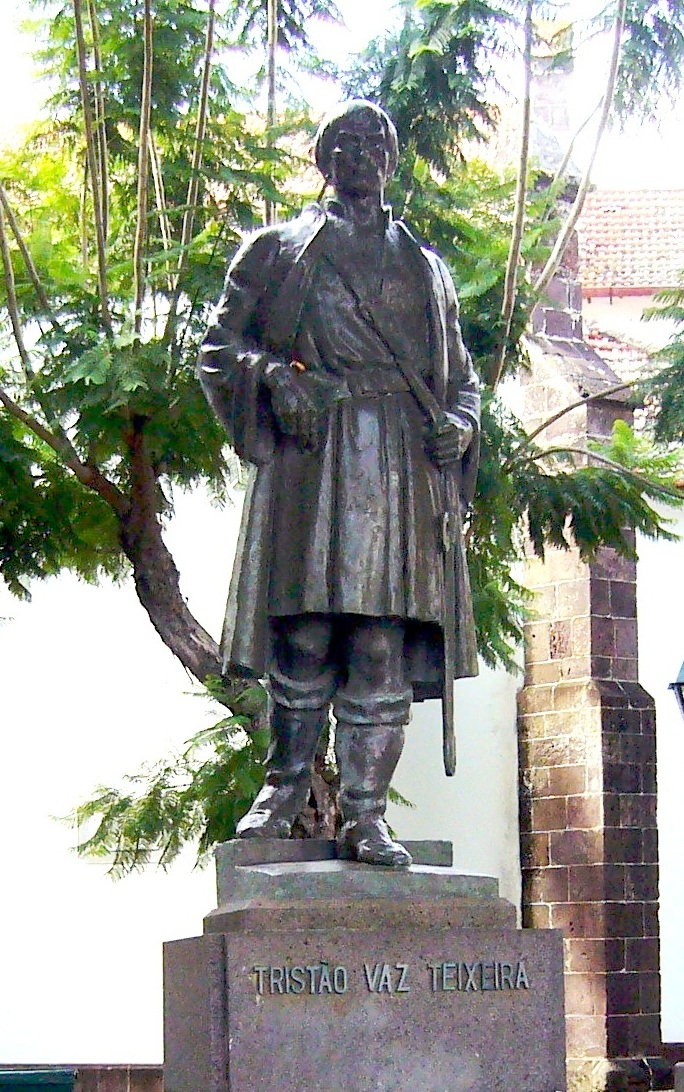
トリスタン・ヴァス・テイシェイラ

トリスタン・ヴァス・テイシェイラ（Tristão Vaz Teixeira, 1395年頃 - 1480年頃）は、ポルトガルの航海者、探検家である。マデイラ諸島に到達した。本来の名はトリスタン・ヴァスであり、この名は結婚後に妻の姓を加えたものである。
エンリケ航海王子に付き従い、1415年のセウタ攻略戦、1437年のタンジール侵攻に参加、“残忍な火刑をせし者（homem assar ardido）”と呼ばれる。
1419年、ジョアン・ゴンサルヴェス・ザルコとともにポルト・サント島を発見し、植民地化を行う。マデイラ島に入植して後、1440年、カピタニアという制度の下、島内に自領を得た。自身のキャラベル船団を用い、数次にわたってアフリカへの探検行を組織している。
職権の濫用により、一時的に領地から追放されたが、1452年に赦免されて自領に戻った。貴族の娘ブランカ・テイシェイラ（Branca Teixeira）と結婚し、男子5人、女子7人から成る12人の子をなし、その子らも多くの子をなしたため、今日、その子孫はマデイラ諸島全域に広がっている。